# Tabaco Cavendish
El tabaco cavendish refiere a un tipo específico de tratamiento, elaboración y presentación de tabaco para fumar en pipa. Éste no es un tipo especial de planta o de hoja del tabaco, sino un proceso especial de manufactura para las hojas de la planta, cuya fórmula varía de acuerdo a la tradición del país productor y a los intereses del fabricante. Es así que existen variedades de Cavendish provenientes de Estados Unidos, Reino Unido, Dinamarca y Países Bajos. También existe el cavendish negro. 

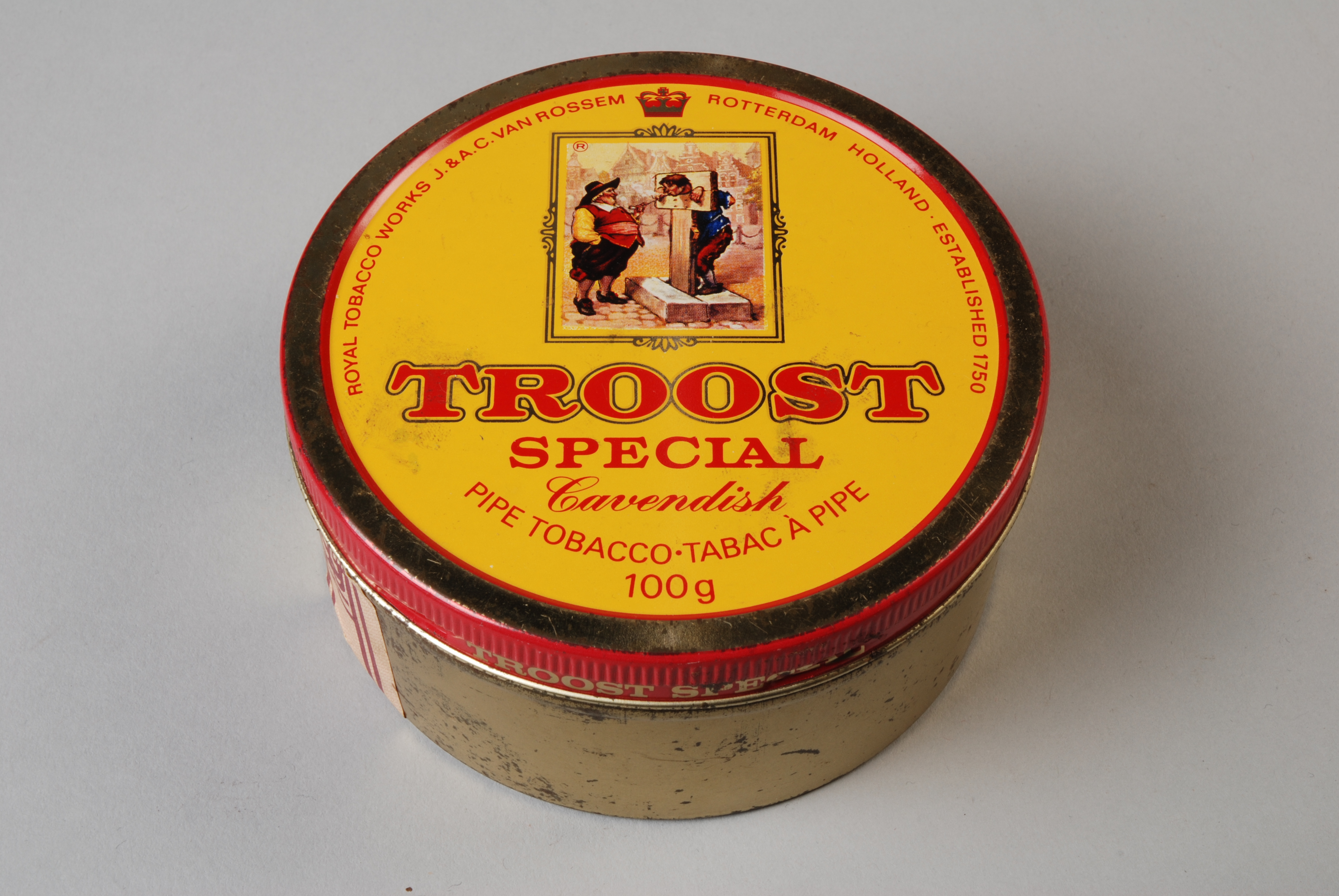
Lata con tabaco Cavendish.

## Su historia

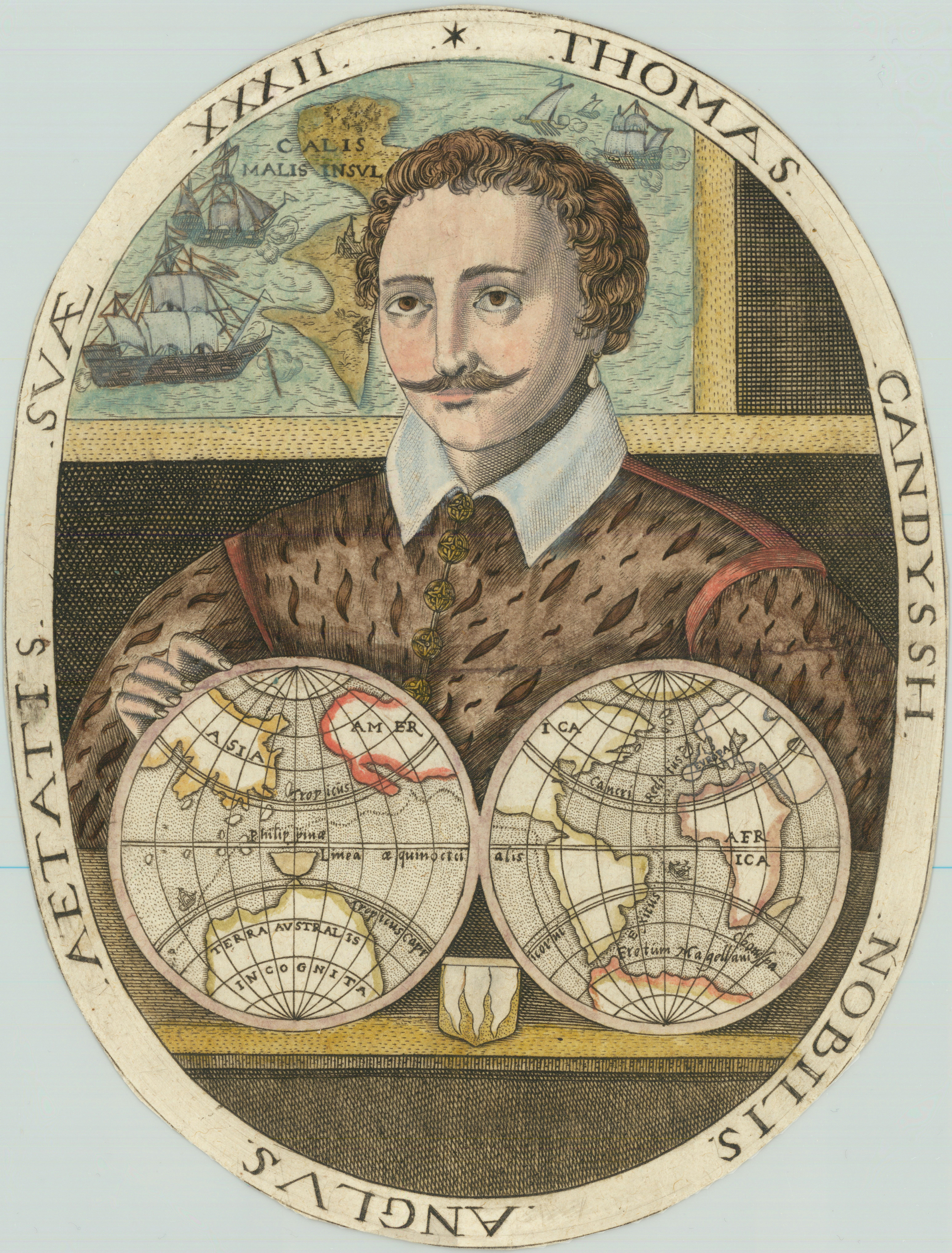
Ilustración de Sir Thomas Cavendish, uno de los posibles creadores de este tratamiento del tabaco.

No parece haber consenso sobre el origen del tabaco Cavendish. Existen varias versiones que buscan explicar su historia. 
Una leyenda atribuye la creación de este proceso al famoso corsario inglés Thomas Cavendish, quién de regreso de una expedición a la Colonia de Virginia habría dado por accidente con este método de manufactura allá por el año 1585. Viéndose en la necesidad de preservar las cualidades del tabaco, obsequiado en su expedición por nativos de la zona, Thomas Cavendish habría enrollado las hojas a presión en trapos de tela, humectandolos luego con ron y azúcares. Durante la travesía, estos paquetes sufrirían un proceso de fermentación natural, adquiriendo sabores característicos gracias a la sustancia con la que fueron almacenados. Después de cruzar el Atlántico, el tabaco habría mejorado notoriamente sus propiedades gustativas, generado así un inesperado éxito comercial en Inglaterra. 
Otra versión, contada por Arthur Collins, sostiene que William Cavendish fue el primero en establecer una colonia con grandes plantaciones de tabaco en Virginia. William tenía también una enorme hacienda en Bermudas, llamada Cavendish. Se presume que el tabaco proveniente de Virginia sería manufacturado bajo este proceso en la hacienda Cavendish, en Bermudas, y que su nombre derivaría de esta colonia.

## Tipos de Cavendish

### Variante americana
La característica distintiva del Cavendish manufacturado en Estados Unidos es la abundante cantidad de aditivos y saborizantes que recibe el tabaco antes de ser fermentado. Impera en este tipo de Cavendish el tabaco Burley ante el Virginia, aunque este último también es utilizado.
El tabaco es profusamente humectado con estos complementos saborizantes, para luego ser presionado y almacenado por cierta cantidad de tiempo. El tiempo de reposo puede variar de semanas a meses, dependiendo las necesidades del productor. Mientras mayor sea el tiempo de almacenamiento, mayor será la fermentación del tabaco y la adhesión de sus saborizantes.

### Variante inglesa
La manufactura del Cavendish estilo inglés   
se realiza con tabacos Virginia curados con aire caliente. El tabaco es colocado en prensas y comprimido durante cuatro días. La presión ejercida produce la ruptura y exposición de los aceites naturales de la planta; presentando un mayor índice general de azúcares, la fermentación de este jugo proveniente del Virginia hace al tabaco notoriamente más dulce.

### Variante danesa y holandesa
El método empleado en estos países es aún más lento que en los antes mencionados. En principio, el tabaco es curado de modo preliminar con vapor para abrir los poros de la hoja. Luego es perfumado abundantemente con distintos saborizantes. Una vez realizado este proceso, se lo comprime en tortas o “cakes” y se lo deja reposar por meses.

## Cavendish negro

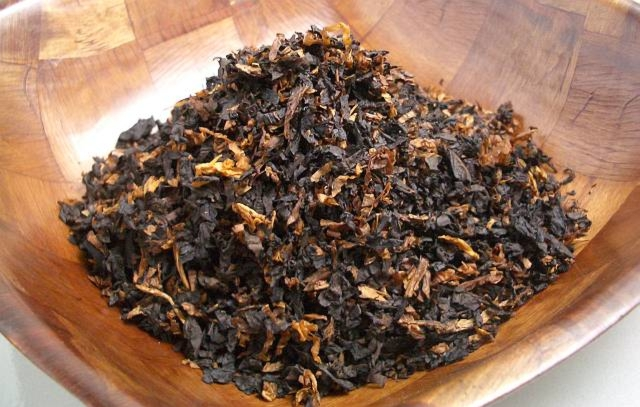
Mezcla de tabaco para pipa con Cavendish negro.

Este estilo de Cavendish es el que mayores variaciones presenta de productor a productor. Los dos elementos más importantes en el proceso de elaboración del Cavendish negro son, en principio, el intenso curado al vapor del tabaco, y luego la variedad de salseos que este recibe. Para esto, puede utilizarse tanto tabaco burley como virginia.

### Cavendish negro estilo inglés
En Reino Unido, este tabaco es elaborado con las variantes más oscuras del virginia curado al vapor. El método usual para procesarlo es hacerlo “transpirar” sus jugos naturales por medio de vapores calientes que lo vayan ennegreciendo. Luego, el tabaco es comprimido por días, aplicando en ocasiones aún más vapor caliente El resultado es un tabaco suave, ligero y dulce. Es importante destacar que esta variante no contiene saborizantes artificiales.